# 貝爾莫爾 (紐約州)
貝爾莫爾（英語：Bellmore）是位於美國紐約州拿騷縣的普查規定居民點。

## 人口
根據2020年美國人口普查的數據，貝爾莫爾的面積為7.80平方千米，當中陸地面積為6.40平方千米，而水域面積為1.40平方千米。當地共有人口16297人，而人口密度為每平方千米2,089.36人。